# 88Glam
88Glam (zapis stylizowany: 88GLAM) – kanadyjski duet hiphopowy, założony w 2017 roku przez Dereka „Wise” Bissue’a i Shakqueela „88 Camino” Burthwright’a. Wcześniej byli związani z wytwórniami XO i Republic Records.

## Kariera
Przed powstaniem 88Glam i po rozpadzie ich byłej grupy, razem z Jazzem Cartier'em stworzyli „Get Home Safe Crew”, zarówno Derek Wise, jak i 88 Camino, wcześniej znany jako Drew Howard, wydawali muzykę osobno. Wise i 88 Camino byli przyjaciółmi i często współpracowali. Wise i Camino zaczęli pracować nad wspólnym projektem latem 2017 roku.
Duet utworzył nazwę „88Glam” 1 listopada 2017 r., Wydając swój pierwszy teledysk „12”, na którym pojawiło się cameo z piosenkarzem The Weeknd. Po tym nastąpiło wydanie kolejnego teledysku do piosenki „Bali” z udziałem rapera NAV. Ich debituancki mixtape o nazwie 88Glam został wydany 7 listopada 2017 roku.
W 2018 roku 88Glam oficjalnie podpisało kontrakt z wytwórniami XO i Republic Records. 20 kwietnia 2018 roku mixtape  „88Glam” został ponownie wydany jako 88Glam Reloaded przy pomocy wytwórni XO i Republic z czterema nowymi utworami, w tym remiksem z raperem 2 Chainz.
8 listopada 2018 roku 88Glam wydało nowy singel zatytułowany „Lil Boat” z ich nadchodzącego albumu zatytułowanego 88Glam2. W dniu 15 listopada 2018 r. 88Glam2 został wydany przez pomocy wytwórni XO Records i Republic Records z gościnnymi udziałami raperów Gunna i NAV.
88Glam pojawia się gościnnie w piosence rapera NAV o nazwie „Rack in My Sleep”, która znajduje się w luksusowej wersji albumu Bad Habits.
5 marca 2020 roku 88Glam wydało utwór „Swim” i ujawniło nadchodzący album zatytułowany Close to Heaven Far from God, który ma się ukazać 17 kwietnia 2020 roku. Jednak w kwietniu 2020 r. Zaczęły krążyć plotki, że duet rozpadł się i odszedł od wytwórni XO i Republic. Następnie duet ogłosił, że ich nadchodzący album Close to Heaven Far from God zostanie opóźniony. 88 Camino napisał na Twitterze: „88GLAM się nie rozpada”. W dniu 19 czerwca 2020 roku 88Glam ogłosiło wydanie nowego mixtape'a zatytułowanego New Mania, który został wydany niezależnie 26 czerwca 2020 roku. W wywiadzie dla Complex, po wydaniu New Mania, 88Glam potwierdziło swoje odejście z wytwórni XO i Republic, powołując się na wydawanie niezależne.
6 listopada 2020 r. 88Glam wydało nowy singel zatytułowany „East to West” we współpracy z 6ixBuzz Entertainment.

## Dyskografia

### Albumy
- 88Glam2 (2018) (88Glam 2.5-2019)
- Close to Heaven, Far from God (zapowiedziany)

#### Mixtape'y
- 88Glam (2017) (88Glam Reloaded-2018)
- New Mania (2020)